# Parafia św. Kingi w Wojnarowej
Parafia św. Kingi w Wojnarowej – rzymskokatolicka parafia znajdująca się w diecezji tarnowskiej, w dekanacie bobowskim.

## Historia
21 września 2002 biskup tarnowski Wiktor Skworc konsekrował kościół pw. św. Kingi w Wojnarowej. W 2007 utworzono przy świątyni rektorat.
Parafię św. Kingi w Wojnarowej erygował bp Skworc 3 kwietnia 2011. Dotychczas wierni z Wojnarowej należeli do parafii św. Stanisława Biskupa i Męczennika w Wilczyskach. Pierwszym proboszczem nowo utworzonej parafii został ks. Kazimierz Soleński, sprawujący od 2007 funkcję rektora kościoła.

## Proboszczowie
- ks. Kazimierz Soleński (od 2011)